# Deutsches Meisterschaftsrudern 1955
Das 66. Deutsche Meisterschaftsrudern wurde 1955 in Berlin ausgetragen. Wie im Vorjahr wurde das Meisterschaftsrudern als gesamtdeutsche Meisterschaften ausgetragen, weshalb auch Boote aus der DDR am Start waren. Insgesamt wurden Medaillen in 15 Bootsklassen vergeben. Davon 11 bei den Männern und 4 bei den Frauen.

## Medaillengewinner

### Männer
| Bootsklasse                           | Gold | Silber | Bronze |
| ------------------------------------- | --- | --- | --- |
| Einer                                 | Klaus von Fersen (Ratzeburger RC) | Friedrich Dümmler (HSGW TH Dresden) | Manfred Klein (RC Tegel 1886) |
| Doppelzweier                          | Ratzeburger RC Manfred Rulffs Klaus von Fersen | Rgm. Gießener RG 1877 / RV Neptun Konstanz Thomas Schneider Gerhard Haege                                                                                 | ARC Rhenus Bonn Wilfried Manthei Horst Pohland |
| Zweier ohne Steuermann                | RC Germania Düsseldorf / Würzburger RG Bayern Helmut Sauermilch Claus Heß                                                                                        | SC Dynamo Berlin Heinz Hörig Hans-Joachim Goede | SC Einheit Berlin Georg Bassus Horst Gärtner |
| Zweier mit Steuermann                 | RG Wiesbaden-Biebrich 1888 Karl-Heinrich von Groddeck Horst Arndt Achim Wernet (Stm.)                                                                            | RC Saar Joachim Krause-Wichmann Hans Krause-Wichmann Wolf Ammon (Stm.)                                                                                    | Lübecker RK Gerhard Zimmermann Hans-Joachim Böse Willi Steffens (Stm.) |
| Vierer ohne Steuermann                | Kölner RV von 1877 Hans Betz Günter Harms Roland Freihoff Heinz Zünkler                                                                                          | ETuF Essen Heiner Schupp Wilhelm Montag Gunther Kaschlun Manfred Fitze                                                                                    | SC Einheit Berlin Karl-Heinz Witt Franz Winkelmann Eberhard Hirschfelder Achim Hill |
| Vierer mit Steuermann                 | Mannheimer RV Amicitia von 1876 Paul Deblitz Klaus Tochtermann Hermann Schüler Hubert Eckert Hans Bichelmeier (Stm.)                                             | Gießener RG 1877 Gernot Obermann Rolf Beck Fritz Schöndorf Walter Kühn Karl-Heinz Battenberg (Stm.)                                                       | Rgm. Berliner RC / RK am Wannsee Dieter Schaudinn Horst Kissel Günther Siebert Hans-Joachim Reinke Carlheinz Neumann (Stm.)                                                                          |
| Achter                                | Kölner RV von 1877 Hans Wielath Günter Harms Hans Betz Walter Gißke Roland Freihoff Heinz Zünkler Herbert Gossel Hermann Semrau Friedrich Iserloh (Stm.)         | ZSK Vorwärts Berlin Walter Iversen Horst Miersch Rolf Hieke Karl Lorke Heinz Dathe Lothar Wundratsch Gerhard Müller Dieter Leiste Lothar Viek (Stm.)      | RG Hansa Alfons Radikowski Peter Martensen Lübbert Kok Erland Giese Rudolf Lippold Helmut Heinhold Heinz Manchen Egon Hering Otto Heinrich (Stm.)                                                    |
| Leichtgewichts-Einer                  | Ernst-Günther Iven (RC Saar) | Curt Münz (RC Allemannia von 1866) | Günther Sell (Lübecker RK) |
| Leichtgewichts-Vierer ohne Steuermann | Hannoverscher RC von 1880 Günter Hanke Peter Raulin Günter Rasche Jürgen Rabe                                                                                    | Mainzer RV von 1878 Wolfgang Becker Alfred Zimmermann Gerhard Kiefer Klaus Poehlmann                                                                      | SCW DHfK Leipzig Günther Schmidt Horst Gutsche Wolfgang Götze Klaus Mühmel |
| Leichtgewichts-Vierer mit Steuermann  | Mainzer RV von 1878 Wolfgang Becker Alfred Zimmermann Gerhard Kiefer Klaus Poehlmann Karl-August Jung (Stm.)                                                     | Emder RV Rudolf Bakker Jan Remmers Karl Leopold Willi Hitschke Hermann Müller (Stm.)                                                                      | SC Einheit Berlin Werner Jäkel Horst Stolpmann Gerd Glitzky Oskar Gossing Manfred Busch (Stm.) |
| Leichtgewichts-Achter                 | Mainzer RV von 1878 Hermann Kronenburg Guntram Amon Ulrich Maurer Werner Kiefer Helmut Berthold Gerhard Cordes Philipp Magel Dieter Gill Karl-August Jung (Stm.) | SC Motor Berlin Siegfried Zoschke Dieter Guse Peter Witter Jörg Roske Peter Lietz Gerhard Sieg Karl-Heinz Guse Wolfgang Schwark Hans-Jürgen Moßner (Stm.) | Rgm. Frankfurter RG Germania 1869 / Frankfurter RC Fechenheim 1887 Jürgen Bruder Klaus Dieterle Günther Klotz Emil Höppel Egon Schack Eberhard Pahlow Rolf Naumann Hans Niederée Peter Müller (Stm.) |

### Frauen
| Bootsklasse                             | Gold                                                                                                  | Silber | Bronze                                                                                              |
| --------------------------------------- | --- | --- | --------------------------------------------------------------------------------------------------- |
| Einer                                   | Ingrid Scholz (Duisburger RV)                                                                         | Marianne Horrmann-Köhler (SC Motor Berlin)                                                                             | Keine weitere Athletin am Start.                                                                    |
| Doppelzweier                            | SCW DHfK Leipzig Herta Manger Gisela Pünner                                                           | Mannheimer RV Amicitia von 1876 Christa Krause Nina Schenk                                                             | Keine weiteren Boote am Start.                                                                      |
| Doppelvierer mit Steuerfrau             | SC Motor Berlin Marianne Falk Ingrid Matthes Inge Walczak Hella Schulz Ursula Gesch (Stf.)            | SCW DHfK Leipzig Irene Meisel Herta Manger Gisela Pünner Johanna Knoll Ursula Staps (Stf.)                             | SC Dynamo Berlin Christa Patz Lieselotte Proll Renate Gummelt Ingeburg Sasse Christa Schmidt (Stf.) |
| Doppelvierer Stilrundern mit Steuerfrau | BSG Einheit Dresden Gertraud Werner Gudrun Zitzmann Gudrun Enger Sigrid Voigt Ursula Jentzsche (Stf.) | SC Chemie Halle-Leuna Ingeborg Becher Erika Helbing Ingeborg Schubert-Schulz Brigitta Pfeiffer Ingrid Nahrstedt (Stf.) | Karlsruher RV Wiking Renate Frick Inge Becker Ria von Schröter Helen Tiede Hildegard Köhler (Stf.)  |